# Lovászpatona
Lovászpatona è un comune dell'Ungheria di 1.356 abitanti (dati 2001). È situato nella contea di Veszprém.